# Zetten (kaartspel)
Zetten is een kaartspel dat gespeeld wordt met 4 personen. Het spel is voornamelijk in de Vlaamse Kempen populair. Zettersprijskampen worden daar regelmatig ingericht door allerhande verenigingen.
Het spel is een variant op het Nederlandse kaartspel klaverjassen en het populaire Amerikaanse kaartspel Euchre. 
Het kaartspel zetten wordt ook wel eens pressen of jokken genoemd.

## Kaartwaardes
Zetten volgt niet het traditionele principe waarbij de aas de hoogste is, gevolgd door heer, dame, boer, …  Bij elk spel dient er een "troef" gekozen te worden.  Een troef is een kaartsoort: harten, klaveren, schoppen, ruiten.  De hoogste kaart in het spel is de boer van de gekozen kaartsoort. De tweede hoogste kaart is de boer van de andere kaartsoort met eenzelfde kleur. Dus als harten "troef" is, is "harten boer" de hoogste kaart gevolgd door "ruiten boer". Verder wordt de "ruiten boer" aangezien als een kaart uit de hartenreeks, niet uit de ruitenreeks. Dan volgt de aas, heer, dame, tien, negen, acht en zeven.

## Spelverloop
Uit een traditioneel kaartspel van 52 kaarten worden enkel de piketkaarten gebruikt: 7, 8, 9, 10, boer, dame, heer en aas.  Deze 32 kaarten worden onder de vier spelers verdeeld zodat elk van hen er acht heeft. Opmerkelijk aan het spel is dat men in duo's speelt. In veel gevallen worden er vierkante tafels voorzien waarbij aan elke kant een speler zit. De spelers die over elkaar zitten, vormen een team, maar weten niet van elkaar welke kaarten ze hebben. Net na het uitdelen van de kaarten, zegt elke persoon hoeveel "slagen" zijn team volgens hem kan behalen, met een maximum van 8. De hoogste inzetter van het te behalen aantal slagen kiest vervolgens welke kaartsoort troef is. Daarna start het effectieve spel: elke speler gooit afwisselend een kaart op tafel. Nadat elke speler een kaart heeft gegooid, kijkt men wie de hoogste kaart heeft gesmeten. 
Men moet steeds volgen. Als de eerste persoon harten gooit, moeten de andere spelers ook harten gooien indien dit in bezit is. Indien harten troef is en een speler heeft geen harten, maar wel ruiten boer dan is hij verplicht deze te spelen. Zoals eerder vermeld behoort de onderjok namelijk tot de kaartsoort van de troef.
Wanneer alle kaarten zijn gegooid, controleert men of de teams hun vooraf geschatte aantal slagen heeft gewonnen. Heeft men minder slagen dan geschat, dan wordt dat geschatte aantal afgetrokken van het puntenaantal van het team. Heeft men het geschatte aantal behaald (of meer), wordt het getal dat men had gezegd bijgeteld bij het puntenaantal. De ploeg die het eerst 42 punten heeft behaald, wint het spel.